# محافظة المويه
محافظة المويه هي محافظة من محافظات منطقة مكة المكرمة في المملكة العربية السعودية. تبعد عن العاصمة الرياض 650 كم غربا.

## الموقع
تقع محافظة المويه شمال شرق الطائف بإقليم عالية نجد وتقع شمالها محافظة مهد الذهب ومن شرقها محافظة عفيف، ومن غربها محافظة الطائف، ومن جنوبها محافظة الخرمة. ويتميز موقعها بخط الطائف الرياض.

## السكان
بلغ عدد سكان محافظة المويه (29,065) نسمة حسب تعداد السعودية 2022، عدد السعوديين (24,992) نسمة، وعدد غير السعوديين (4,073) نسمة.

## التاريخ
تقع شمال شرق الطائف، استحدثت في عام 1434 هـ، بعد أن صدرت الموافقة على ترقيتها من مركز إلى محافظة، ويتبع لها 17 مركزا، ويتبع لها 52 قرية وهجرة وبادية، وتأسست عام 1386هـ ويقصد بالمويه القديم الموقع الذي يحتضن قصر ومسجد الملك عبد العزيز آل سعود الأثري وتكثر فيها الآبار الجوفية والمياه أما المويه الجديد فيطلق على المحازة كون الظباء والغزلان تحيز فيه فسميت بمحازة الصيد.

## المراكز والقرى التابعة
اسم القرية / الهجرة وبعدها عن مقر البلدية (كلم) الجهة
1. رضوان وتبعد عن المويه 70 كم من جهة الغرب
2. ظلم وتبعد عن المويه 55 شرق
3. الحفيرة (على الطريق السريع) وتبعد عم المويه 100 شرق
4. دغيبجه وتبعد عن المويه 65 شمال غرب
5. أم الدوم وتبعد عن المويه 82 شمال غرب
6. مران 96 شمال غرب
7. حفر كشب 127 شمال غرب
8. مقر الشديد 119 شمال
9. مقر الشنيف 113 شمال
10. الدفينة 125 شمال شرق
11. النصايف 130 شمال شرق
12. العزيزية 125 شمال شرق
13. عريدة 120 شمال شرق
14. دعيكان 160 شمال شرق
15. الركنة 160 شمال شرق
16. الراغية 185 شمال شرق
17. الرفايع 205 شمال شرق
18. الرويلية 160 شمال شرق
19. المزيرعة 220 شمال شرق
20. الغرابة 215 شمال شرق
21. سحيلة 140 شمال شرق
22. الرطابية 130 شمال شرق
23. الرمثية 130 شمال
24. الكثاح 127 شمال
25. بدائع جابر 145 شمال
26. البدايع 135 شمال
27. الحفنة 130 شمال شرق
28. الذويب 125 شمال
29. العيينة 115 شمال
30. الناصفة 105 شمال شرق
31. دخيل الفلا 145 شمال شرق
32. البحرة 90 شمال
33. صنعاء 105 شمال
34. الدعكة 110 شمال
35. البادرية 110 شمال
36. علاء البادرية 110 شمال
37. الباحة 124 شمال
38. الحفيرة 65 شمال
39. الصوان 57 شمال
40. المويه القديم 47 شمال
41. الوعبة 147 شمال غرب
42. المشوية 115 شمال غرب
43. الصالحية 95 شمال غرب
44. نمران 80 شمال غرب
45. الرجمة 24 شرق
46. الخضيرة 90 شمال غرب
47. الخنفرية 20 غرب
48. السليل 85 شمال غرب
49. أبوصلال 80 شمال غرب
50. العقلة 92 شمال غرب
51. هجرة سليمان 103 جنوب غرب
52. مشاش الناقصة 102 جنوب غرب
53. الحفيرة 140 جنوب غرب
54. الهمجة 80 جنوب غرب
55. القطانية 117 جنوب غرب
56. مركز الزربان 115 شمال غرب
57. المنشية 129 جنوب غرب

## قصر الملك عبد العزيز في المويه القديم
هي قلعة كبيرة الحجم، ومستطيلة الشكل تقع في الجانب الغربي من البلدة القديمة، وتحتوي على وحدات معمارية تحصينية من سور وأبراج وبوابات، وكما تحتوي على ما يلي :
- القصر الملكي الذي يقع في الجهة الجنوبية من القلعة وله مدخلان، وهو الرئيسي يقع في الجهة الغربية بعرض 1،46م وارتفاع 3م يصعد له عن طريق درج منهار، أما المدخل الثاني يقع في الجهة الشرقية وليس له درج، وإنما مدخله على نفس مستوى الأرض، ويوجد ساكف للمدخلين من الخشب، ويحتوي القسم الملكي على عدة وحدات معمارية كالفناء المكشوف، والمجلس الرسمي، وصالة الطعام، وغرفة النوم، دورة المياه.
- قصر الضيافة الذي يجاور القصر الملكي من الجهة الشمالية ويشكل مجموعة من الغرف التي تطل على فناء مكشوف، وله مدخل رئيسي من الجهة الغربية بعرض 3،40م ويتألف القصر من الأبراج، وغرفتي إعداد القهوة، وغرف سكن الضيوف، وغرفة الحراس والخدم، ودورات المياه.
- محطة الوقود عبارة عن مصطبة مرتفعة بجدار قصير، مستطيلة الشكل بطول 11،50م، وعرض 9،80م وتقع خارج الضلع الشرقي من القلعة، وتقع في الجهة الشرقية من غرفة عمال المحطة وفي وسطها بعض الأنابيب الخاصة بالمحطة، وخزان أرضي كانت تستخدم في تعبئة وقود السيارات بطريقة المضخة اليدوية، ولها مدخل للسيارات من الجهة الشمالية بطريق مرتفع نسبياً إلى المحطة.
- قصر الإمارة السكني وهو عبارة عن مبنى مستطيل الشكل يقع في منتصف القلعة على الضلع الشرقي ولهُ ثلاثة مداخل وهي: مدخل خاص بالأمير يربط القسم الإداري ويقع في شمال القصر، والمدخلين الآخرين يقعان في الجهة الغربية من القصر خُصص إحداهما للرجال الأجانب، والآخر للعائلة يفصل بينهما جدار من الطين، والمبنى يتكون من غرفة المعيشة، والغرفة السادسة والأخيرة، ودورة مياه، وغرفة المطبخ، وخزان للمياه.
- سكن العمال استغلت مساحة الأبراج لسكن العاملين في القصر مع أسرهم، بالإضافة إلى سكن بعض الضيوف غير الرسميين، وتتكون الأبراج من: البرج الشمالي الغربي، والبرج الجنوبي الغربي، والبرج الجنوبي الشرقي.

حظائر الأغنام ومستودع الأعلاف والحطب توجد غرفتان متلاصقتان على الضلع الشمالي من فناء القصر خصصتا للحطب والأعلاف، ويجاورهما حائط قصير خُصص لحظيرة الأغنام وبجوارها خزان أرضي لتصريف مياه القصر.
- قصر الإمارة الإداري يعتبر المبنى الرئيسي من الجهة الشرقية بعرض 3،65م والثاني من الجهة الشمالية وهو باب صغير بعرض 1،30م كما يتواجد مدخلين الأول يؤدي إلى المسجد في الجهة الغربية، والثاني يؤدي إلى قصر الأمارة السكني في الجهة الجنوبية، والقصر يتكون من عشرة غرف عبارة عن قسمين يفصل بينهما ممر واسع بعرض 4م يشرف عليه مصباحين طول كل منهما 12،30م وهما متشابهتان بالشكل والحجم وعليها اعمدة تحمل أقواس يرتكز عليها سطح المبنى، ويُلاحظ أن الجهة الشمالية من هذه المصابيح قد تساقطت بعض اجزائها، ومن أهم الغرف المتواجدة فيه: مكاتب للموظفين، ومكتب الأمير، وغرفتي سكن الضيوف، والمجلس الصيفي، والمجلس الشتوي، وسكن العاملين في الإمارة، وصالة الطعام، ودورة المياه.
- السجن وملحقاته يقع في قصر الإمارة الإدارية حيث فُتح له باب من الجهة الجنوبية من السجن بعرض 1،10م وتبلغ أطوال السجن 6,55×4م، ويطل السجن على فناء صغير مكشوف أُلحقت به دورة للمياه من الجهة الغربية للفناء، وغرفة السجن والحمام والفناء لهم مدخل كان باباً محكماً من الخشب يطل شرقاً على ممر، ويقابل مدخل السجن من الجهة الشرقية غرفة المشرفين على السجن.
- المسجد يقع في الجهة الغربية من قصر الإمارة الإداري، وبالتحديد غرب فناؤها ومجاور لسكن القاضي من الجهة الشمالية، ويحتوي على ثلاثة مداخل، اثنان منها في الجهة الشمالية ويؤديان إلى بيت القاضي ولكنهما مغلقين، والثالث وهو الرئيس يقع في الجهة الشرقية، ويؤدي إلى صحن المسجد، وهو متساقط مع بعض السور حيث لم يبقى إلا أساساته.[5]

## انظر ايضاً
- الطائف
- قصر الملك عبد العزيز (الطائف)
- قصر الملك عبد العزيز (الخرج)

## وصلات خارجية
- قصر الملك عبد العزيز بالمويه إنجاز معماري في قلب الصحراء.